# Rennrodel-Weltmeisterschaften 1999
Die 33. Rennrodel-Weltmeisterschaften auf der Kunstbahn fanden vom 25. bis 31. Januar 1999 im bayerischen Königssee statt und bildeten den Höhepunkt der Rennrodel-Weltcupsaison 1998/99.

## Einsitzer der Frauen
Datum: 30. Januar 1999
| Rang | Name                 | Land               | Zeit     |
| ---- | -------------------- | ------------------ | -------- |
| 1.   | Sonja Wiedemann      | Deutschland        | 1:32.462 |
| 2.   | Barbara Niedernhuber | Deutschland        | 1:32.490 |
| 3.   | Sylke Otto           | Deutschland        | 1:32.544 |
| 4.   | Susi Erdmann         | Deutschland        | 1:32.763 |
| 5.   | Angelika Neuner      | Österreich         | 1:32.764 |
| 6.   | Natalie Obkircher    | Italien            | 1:33.581 |
| 7.   | Silke Kraushaar      | Deutschland        | 1:33.599 |
| 8.   | Margarita Klimenko   | Russland           | 1:33.875 |
| 9.   | Lilia Ludan          | Ukraine            | 1:33.959 |
| 10.  | Sonja Manzenreiter   | Österreich         | 1:33.975 |
| 11.  | Iluta Gaile          | Lettland           | 1:33.999 |
| 12.  | Becky Wilczak        | Vereinigte Staaten | 1:34.171 |
| 13.  | Anna Orlova          | Lettland           | 1:34.190 |
| 14.  | Eriko Yamada         | Japan              | 1:34.198 |
| 15.  | Simone Eder          | Österreich         | 1:34.542 |

Weitere Reihenfolge
| Platz | Sportlerin             | Land |
| ----- | ---------------------- | ---- |
| 16    | Regan Lauscher         | CAN  |
| 17    | Hanna-Monica Hovsengen | NOR  |
| 18    | Waltraud Schiefer      | ITA  |
| 19    | Brenna Margol          | USA  |
| 20    | Barbara Preindl        | ITA  |
| 21    | Nadja Unterholzner     | ITA  |
| 22    | Anne Abernathy         | ISV  |
| 23    | Nicole Simon           | CAN  |
| 24    | Yumie Kobayashi        | JPN  |
| 25    | Ashley Hayden          | USA  |
| 26    | Sandra Jäger           | LIE  |
| 27    | Alena Ninisova         | SVK  |
| 28    | Courtney Zablocki      | USA  |
| DNF   | Veronika Sabolová      | SVK  |
| DNF   | Markéta Jeriová        | CZE  |
| DNF   | Paola Orsini           | VEN  |
| DNF   | Andrea Tagwerker       | AUT  |

## Einsitzer der Männer
Datum: 31. Januar 1999
| Rang | Name               | Land        | Zeit     |
| ---- | ------------------ | ----------- | -------- |
| 1.   | Armin Zöggeler     | Italien     | 1:35.556 |
| 2.   | Jens Müller        | Deutschland | 1:35.819 |
| 3.   | Norbert Huber      | Italien     | 1:35.911 |
| 4.   | Robert Fegg        | Deutschland | 1:35.933 |
| 5.   | Markus Prock       | Österreich  | 1:36.075 |
| 6.   | Rainer Margreiter  | Österreich  | 1:36.105 |
| 7.   | Denis Geppert      | Deutschland | 1:36.128 |
| 8.   | Karsten Albert     | Deutschland | 1:36.291 |
| 9.   | Reto Gilly         | Schweiz     | 1:36.424 |
| 10.  | Markus Kleinheinz  | Österreich  | 1:36.457 |
| 11.  | Wilfried Huber     | Italien     | 1:36.806 |
| 12.  | Albert Demtschenko | Russland    | 1:36.860 |
| 13.  | Tyler Seitz        | Kanada      | 1:37.149 |
| 14.  | Jaroslav Slávik    | Slowakei    | 1:37.168 |
| 15.  | Mārtiņš Rubenis    | Lettland    | 1:37.223 |

Weitere Reihenfolge
| Platz | Sportler           | Land |
| ----- | ------------------ | ---- |
| 16    | Guntis Rēķis       | LVA  |
| 17    | Stefan Höhener     | CHE  |
| 18    | Bengt Walden       | SWE  |
| 19    | Anders Söderberg   | SWE  |
| 20    | Alexander Subkow   | RUS  |
| 21    | Walter Marx        | SVK  |
| 22    | Johan Rousseau     | FRA  |
| 23    | Shigeaki Ushijima  | JPN  |
| 24    | Nick Sullivan      | USA  |
| 25    | Karol Rusňák       | SVK  |
| 26    | Martin Duchek      | CZE  |
| 27    | Ryan Paton         | CAN  |
| 28    | Chris Moffat       | CAN  |
| 29    | Kyle Connelly      | CAN  |
| 30    | Ismar Biogradlić   | BIH  |
| 31    | Nauris Skraustiņš  | LVA  |
| 32    | Eugen Radu         | ROU  |
| 33    | Mark Hatton        | GBR  |
| 34    | Goro Hayashibe     | JPN  |
| DNF   | Georg Hackl        | GER  |
| DNF   | Adam Heidt         | USA  |
| DNF   | Gerhard Gleirscher | AUT  |
| DNF   | Andrew Croucher    | GBR  |

## Doppelsitzer der Männer
Datum: 30. Januar 1999
| Rang | Name                                        | Land               | Zeit     |
| ---- | ------------------------------------------- | ------------------ | -------- |
| 1.   | Patric Leitner – Alexander Resch            | Deutschland        | 1:31.841 |
| 2.   | Markus Schiegl – Tobias Schiegl             | Österreich         | 1:32.047 |
| 3.   | Mark Grimmette – Brian Martin               | Vereinigte Staaten | 1:32.074 |
| 4.   | André Florschütz – Torsten Wustlich         | Deutschland        | 1:32.342 |
| 5.   | Chris Thorpe – Gordy Sheer                  | Vereinigte Staaten | 1:32.470 |
| 6.   | Steffen Skel – Steffen Wöller               | Deutschland        | 1:32.499 |
| 7.   | Ihor Urbanskyj – Andriy Mukhin              | Ukraine            | 1:32.816 |
| 8.   | Danil Tschaban – Oleg Jermolin              | Russland           | 1:33.121 |
| 9.   | Christian Niccum – Matt McClain             | Vereinigte Staaten | 1:33.144 |
| 10.  | Gerhard Plankensteiner – Oswald Haselrieder | Italien            | 1:33.222 |
| 11.  | Roberts Suharevs – Dairis Leksis            | Lettland           | 1:33.495 |
| 12.  | Christian Oberstolz – Patrick Gruber        | Italien            | 1:33.780 |
| 13.  | Ivars Deinis – Sandris Bērziņš              | Lettland           | 1:33.953 |
| 14.  | Anders Söderberg – Bengt Walden             | Schweden           | 1:34.222 |
| 15.  | Ľubomír Mick – Walter Marx                  | Slowakei           | 1:34.273 |

Weitere Reihenfolge
| Platz | Sportler                             | Land |
| ----- | ------------------------------------ | ---- |
| 16    | Wolfgang Linger, Andreas Linger      | AUT  |
| 17    | Oleh Avdieiev, Danylo Panchenko      | UKR  |
| 18    | Kurt Brugger, Klaus Kofler           | ITA  |
| 19    | Lewan Tibilow, Kacha Wachtangashwili | GEO  |
| 20    | Grant Albrecht, Mike Moffat          | CAN  |
| 21    | Chris Moffat, Eric Pothier           | CAN  |
| 22    | Eugen Radu, Marian Tican             | ROU  |

## Teamwettbewerb
Datum: 29. Januar 1999
Die Athleten erhalten für die jeweilige Platzierung in ihrem Lauf Punkte (30 Punkte für den Ersten, 29 Punkte für den Zweiten usw.). Die Summe der Punkte aus den drei Läufen, den Einsitzer der Männer und Frauen sowie den Doppelsitzer der Männer, bestimmt die Reihenfolge der Teamwertung.
| Rang | Land                 | Name                                                                          | Punkte |
| ---- | -------------------- | ----------------------------------------------------------------------------- | ------ |
| 1.   | Österreich I         | Andrea Tagwerker – Markus Prock – Markus Schiegl/Tobias Schiegl               | 87     |
| 2.   | Deutschland I        | Silke Kraushaar – Robert Fegg – André Florschütz/Torsten Wustlich             | 83     |
| 3.   | Deutschland II       | Sylke Otto – Georg Hackl – Patric Leitner/Alexander Resch                     | 79     |
| 4.   | Italien I            | Natalie Obkircher – Norbert Huber – Gerhard Plankensteiner/Oswald Haselrieder | 78     |
| 5.   | Vereinigte Staaten I | Becky Wilczak – Adam Heidt – Mark Grimmette/Brian Martin                      | 72     |
| 6.   | Ukraine / Frankreich | Lilia Ludan – Johan Rousseau – Ihor Urbanskyj/Andrij Muchin                   | 66     |
| 7.   | Schweden / Norwegen  | Hanne-Monika Hovsengen – Bengt Walden – Anders Söderberg/Bengt Walden         | 65     |
| 8.   | Italien II           | Doris Preindl – Armin Zöggeler – Christian Oberstolz/Patrick Gruber           | 57     |
| 9.   | Russland I           | Margarita Klimenko – Albert Demtschenko – Danil Tschaban/Oleg Jermolin        | 57     |
| 10.  | Lettland II          | Anna Orlova – Guntis Rēķis – Ivars Deinis/Sandris Bērziņš                     | 56     |

Weitere Reihenfolge
| Platz | Land                     |
| ----- | ------------------------ |
| 11    | Lettland I               |
| 12    | Österreich II            |
| 13    | Tschechien / Georgien    |
| 14    | USA II                   |
| 15    | Slowakei                 |
| 16    | Kanada I                 |
| 17    | Kanada II                |
| 18    | Rumänien / Liechtenstein |

## Medaillenspiegel
| Platz | Land        | Gold | Silber | Bronze | Gesamt |
| ----- | ----------- | ---- | ------ | ------ | ------ |
| 1.    | Deutschland | 2    | 3      | 2      | 7      |
| 2.    | Österreich  | 1    | 1      | 0      | 2      |
| 3.    | Italien     | 1    | 0      | 1      | 2      |
| 4.    | USA         | 0    | 0      | 1      | 1      |